# Aeroportul Municipal Santa Fe
Aeroportul Municipal Santa Fe (IATA: SAF, ICAO: KSAF, FAA LID: SAF) este un aeroport din New Mexico, Statele Unite ale Americii ce deservește zona Santa Fe. Aeroportul a fost tranzitat în 2020 de 98.479 de pasageri. A fost numit după zona deservită.
Situat la o altitudine de 1.935 m, aeroportul dispune de 3 piste.

## Infrastructură

### Piste
Aeroportul dispune de 3 piste: 
- pista 02/20 din asfalt, cu dimensiunile 8.366 picioare × 150 picioare
- pista 10/28 din asfalt, cu dimensiunile 6.301 picioare × 75 picioare
- pista 15/33 din asfalt, cu dimensiunile 6.316 picioare × 100 picioare